# トマーシュ・トゥイヴェル
トマーシュ・トゥイヴェル（Tomáš Tujvel 、1983年9月19日 - ）は、スロバキア・ニトラ出身のプロサッカー選手。ハンガリーのブダペスト・ホンヴェード所属。ポジションは、ゴールキーパー。

## 経歴
2009年7月、ハンガリーのヴィデオトンFCに加入。